# Cristian Zorzi
Cristian Zorzi (Cavalese, 14 agosto 1972) è un ex fondista italiano.

## Biografia

### Stagioni 1993-2003
Originario di Someda, frazione di Moena, in Coppa del Mondo ha esordito il 21 dicembre 1993 nella 10 km a tecnica classica di Dobbiaco (118°). Iniziò ad emergere verso la fine degli anni 1990 nella nuova specialità dello sprint, gare veloci ad eliminazione su brevi distanze. Il suo primo podio nella Coppa del Mondo arrivò l'8 dicembre 1999 nella sprint a squadre a tecnica libera di Asiago (3°) e la prima vittoria nella sprint a tecnica libera di Lahti il 3 marzo 2000. Da allora, tutti i suoi piazzamenti individuali sul podio in Coppa del Mondo sono stati ottenuti in gare sprint a tecnica libera. Nell'apposita classifica di specialità fu secondo nella stagione 2001-2002 e terzo nella stagione 2002-2003.
Soprannominato  "Zorro" per il suo carattere esuberante e per l'assonanza col cognome, è stato, per la sua velocità nello sprint, per molti anni l'ultimo frazionista della staffetta italiana. Grazie a questa sua caratteristica ha ottenuto la medaglia d'argento ai Mondiali di Lahti nel 2001 nella gara sprint; ai XIX Giochi olimpici invernali di Salt Lake City 2002 ottenne la medaglia di bronzo, sempre nella gara sprint, e la medaglia di argento, dietro alla Norvegia, nella staffetta 4x10 km.

### Stagioni 2004-2011
Ai XX Giochi olimpici invernali di Torino 2006 è stato l'ultimo frazionista della staffetta italiana che ha vinto la medaglia d'oro nella 4x10 km. Grazie al vantaggio accumulato sugli avversari nelle ultime due frazioni,Zorzi non ha avuto bisogno di ricorrere alle sue doti di sprinter nella volata finale, anzi si è fermato a raccogliere la bandiera italiana da un tifoso prima di tagliare il traguardo.
Nel 2007, assieme a Renato Pasini, ha vinto la medaglia d'oro ai Mondiali di Sapporo nella sprint a squadre a tecnica libera. A Vancouver 2010, sua ultima partecipazione olimpica, è stato 8° nella sprint a squadre e 9° nella staffetta.
Ha concluso la sua carriera in Coppa del Mondo nella stagione 2009-2010 e da quella 2010-2011 fa parte della squadra italiana di Marathon Cup.

## Palmarès

### Olimpiadi
- 3 medaglie:
  - 1 oro (staffetta 4 x 10 km a Torino 2006)
  - 1 argento (staffetta 4 x 10 km a Salt Lake City 2002)
  - 1 bronzo (sprint 1,5 km tecnica libera a Salt Lake City 2002)

### Mondiali
- 2 medaglie:
  - 1 oro (sprint a squadre a Sapporo 2007)
  - 1 argento (sprint a Lahti 2001)
  - 1 bronzo(staff.a Vuokatti 1992)

### Coppa del Mondo
- Miglior piazzamento in classifica generale: 7º nel 2002
- 29 podi (11 individuali, 18 a squadre[5]):
  - 11 vittorie (5 individuali, 6 a squadre)
  - 10 secondi posti (2 individuali, 8 a squadre)
  - 8 terzi posti (4 individuali, 4 a squadre)

#### Coppa del Mondo - vittorie
| Data             | Luogo                  | Paese       | Disciplina                                                              |
| ---------------- | ---------------------- | ----------- | ----------------------------------------------------------------------- |
| marzo 1997       | Vantaa                 | Finlandia   | Sprint a squadre TL (con Giorgio Di Centa)                              |
| 3 marzo 2000     | Lahti                  | Finlandia   | Sprint TL                                                               |
| 14 gennaio 2001  | Soldier Hollow         | Stati Uniti | Sprint TL                                                               |
| 9 dicembre 2001  | Cogne                  | Italia      | Sprint TL                                                               |
| 27 dicembre 2001 | Garmisch-Partenkirchen | Germania    | Sprint TL                                                               |
| 3 marzo 2002     | Lahti                  | Finlandia   | Sprint a squadre TL (con Giorgio Di Centa)                              |
| 24 novembre 2002 | Kiruna                 | Svezia      | 4x10 km (con Giorgio Di Centa, Fulvio Valbusa e Pietro Piller Cottrer)  |
| 26 gennaio 2003  | Oberhof                | Germania    | Sprint a squadre TL (con Giorgio Di Centa)                              |
| 12 febbraio 2003 | Reit im Winkl          | Germania    | Sprint TL                                                               |
| 14 febbraio 2003 | Asiago                 | Italia      | Sprint a squadre TL (con Giorgio Di Centa)                              |
| 14 gennaio 2006  | Val di Fiemme          | Italia      | 4x10 km (con Giorgio Di Centa, Valerio Checchi e Pietro Piller Cottrer) |
| 24 marzo 2006    | Sapporo                | Giappone    | Sprint a squadre TL (con Loris Frasnelli)                               |

Legenda:
TC = tecnica classica
TL = tecnica libera

#### Coppa del Mondo - competizioni intermedie
- 1 podio di tappa:
  - 1 terzo posto

### Marathon Cup
- Miglior piazzamento in classifica generale: 8º nel 2013
- 3 podi:
  - 1 secondo posto
  - 2 terzi posto

### Campionati italiani
- 14 medaglie[1]:
  - 3 ori (sprint TL nel 2001; sprint TL nel 2002; sprint TL nel 2003)
  - 7 argenti (30 km TL nel 1997; 50 km TL nel 2000; 10 km TC, 15 km TC, 15 km TL, inseguimento nel 2003; sprint TL nel 2008)
  - 4 bronzi (15 km TL nel 2000; inseguimento nel 2006; inseguimento nel 2009; inseguimento nel 2010)